# Česká středověká diplomatika
Česká středověká diplomatika popisuje vývoj úředních písemností od období Velké Moravy po rok 1526.

## Období do roku 1310

### Období do roku 1197
Ve velkomoravském období jsou doloženy papežské listy Metodějovi a velkomoravským knížatům (zvl. Svatoplukovi), ty se však řadí do diplomatiky papežské.

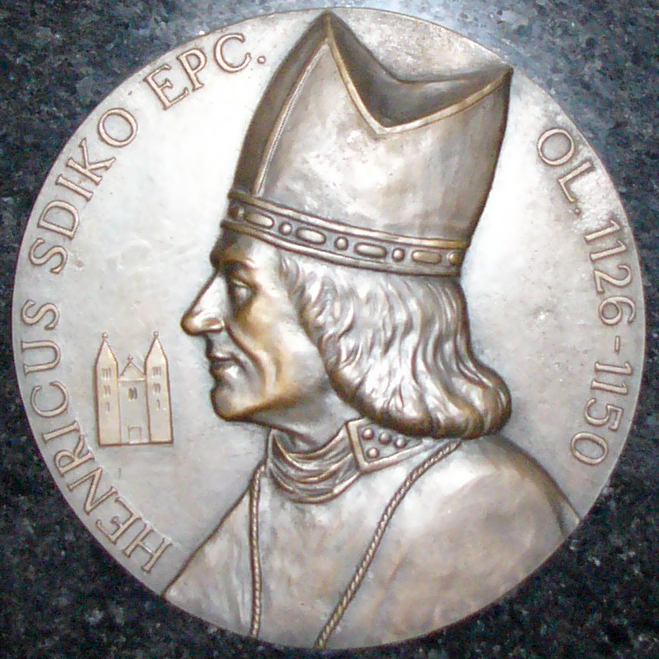
Jindřich Zdík – detail pamětní desky v dómu sv. Václava

V počátcích českého státu bylo zřízeno pražské biskupství, a je nutno předpokládat korespondenci sv. Vojtěcha s papežem. Dalším počinem bylo založení břevnovského kláštera (993). Písemností na českém území přibývá, nešlo však ještě o listiny v plném slova smyslu, ale spíše o akty (pamětní zápisy). Skutečné listiny začaly vznikat až od panování českého knížete a prvního českého krále Vratislava II. (1061–1092) – on sám byl jejich hlavním vydavatelem (zejména pro nižší duchovní feudály). Druhým významným vydavatelem listin byl olomoucký biskup Jindřich Zdík (1083–1150). V tomto období se v Praze začíná rodit královská kancelář, jejímž jádrem je kaple – tj. okruh duchovních osob, které se (zde na královském) dvoře staraly o církevní obřady – v Praze to byli duchovní dvou kostelů – pražského a vyšehradského. Od doby Vladislava II. je pak listinná produkce kontinuální – dochovaly se listiny od všech následujících panovníků.

### Období 1197–1310
V tomto období začal objem diplomatické látky narůstat – jednak listy, mandáty, objevují se však i první úřední knihy. Vydavatelem byl většinou panovnický rod, úřední písemnosti však vznikají i jinde.
V Praze se rozvíjela královská kancelář, její organizace však stále byla ještě jednoduchá. Z boje mezi pražským a vyšehradským kostelem o moc v této kanceláři vyšel vítězně kostel vyšehradský. Významnou osobou byl protonotář Jindřich, který studoval v Itálii, kde byla listinná tradice mnohem rozvinutější. Od té doby se počíná vytvářet určitá jednota slohu písemností. Krom královské kanceláře existovala také kancelář královny a kancelář moravského markraběte.
Co se týče biskupů, ve vydávání úředních písemností bylo biskupství olomoucké (biskup Bruno ze Schauenburku) aktivnější než pražské.
V průběhu 12. století rostla nezávislost nižších světských feudálů na panovníkovi, v mnohém se snažili panovníka napodobit (užívání vlastních pečetí). V této době jsou zakládány cúdy (šlechtické soudní instituce), ve kterých pak vznikají jednotnější styly. Později byla pražská cúda přeměněna v český zemský soud, ze kterého krom úředních knih vzešly pro české dějiny významné desky zemské.
Města byla v tomto období teprve v počátcích, listiny pojednávaly většinou jen o právních činech jednotlivých občanů, ne o právech města jako celku. Často se objevují chirografy. Přesto však již takto vznikají zárodky městských knih.

## Období 1310–1526

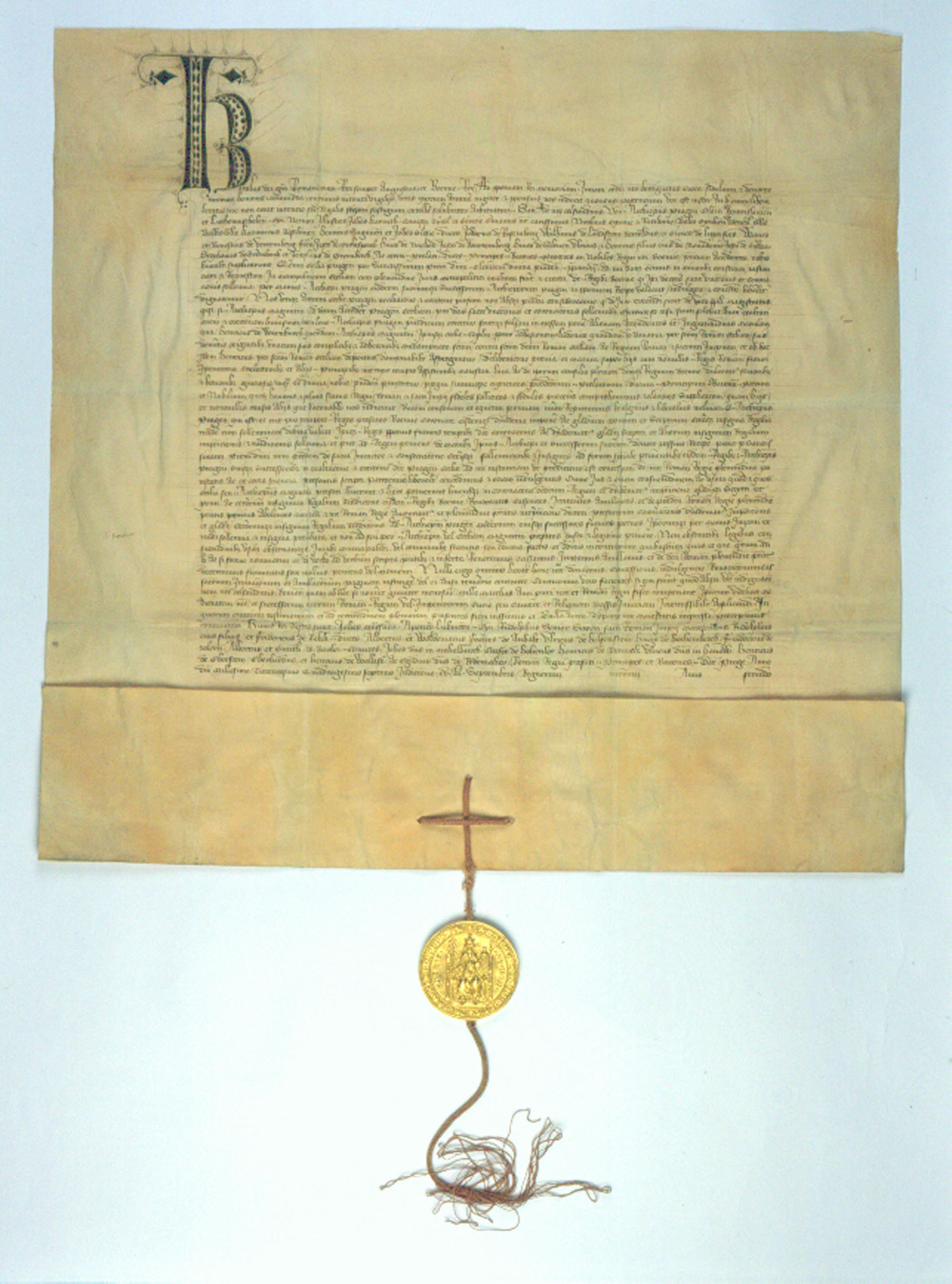
Listina Karla IV. pražskému arcibiskupovi, ve které mu uděluje privilegium korunovat české krále

### Panovnická kancelář

#### Období 1310–1439 (Lucemburkové)
Kancelář se po příchodu Lucemburků vyvíjela v návaznosti na předchozí vývoj. Kancléřem se stal vyšehradský probošt – tato funkce byla však spíše jen nominální. V kanceláři se během vlády Jana Lucemburského začala zavádět registra. Kancelář však obvykle Jana doprovázela na jeho častých a dlouhých zahraničních cestách, a ztrácela tak kontakt s českým prostředím. Ke konci Janovy vlády byli součástí kanceláře i francouzští úředníci. Zároveň se již objevují i kancelářské poznámky a formulářové sbírky. Avšak rozmachu se královská kancelář dočkala za vlády Karla IV., protože byla spojena s kanceláří moravskou (které sloužila již předtím Karlovi jakožto markraběti moravskému) a říšskou. Vláda Václava IV. znamenala pro kancelář úpadek – Václav IV. byl sesazen z říšského trůnu (1400), čímž se zmenšily kompetence kanceláře. Václav byl navíc v letech (1402–1403) v zajetí, což znamenalo konec kanceláře. Po jeho propuštění byla sice kancelář obnovena, ne však nadlouho, protože vypukla husitská revoluce a Čechy se ocitly bez ústřední kanceláře – významnou kanceláří se tak stala kancelář Starého Města pražského. Zikmund Lucemburský pak měl svou vlastní říšskou kancelář. Ani během vlády Albrechta II. Habsburského se kancelář nevzpamatovala.
V tomto období stále ještě neexistovaly kancelářské řády, kterými by se kancelářská agenda řídila, velkou roli v tvorbě úředních písemností tedy hrála osobní iniciativa. Téměř všechny diplomy, mandáty či listy vznikly v kanceláři. Jazykem listin byla vedle latiny také němčina a francouzština. Dalším novým prvkem bylo pronikání papíru. Celkově se začíná stavba listiny zjednodušovat.

#### Období 1439–1526
Kancelář vznikla znovu za vlády Ladislava Pohrobka a Jiří z Poděbrad tuto kancelář pak převzal – to už v ní převládali čeští laici. Když se pak Vladislav Jagellonský stal uherským králem, přesídlil spolu s částí kanceláře do Budína, což pro českou kancelář znamenalo úpadek a vzestup jiných (zejména šlechtických) kanceláří – tato tendence pokračovala ještě ve větší míře za vlády Ludvíka Jagellonského.
V tomto období vzrostl význam méně honosných písemností, vedle pečeti se začínal objevovat podpis. Jako psací látka převládal papír. Zároveň se hojněji používala čeština.

### Desky zemské a dvorské

#### Desky zemské
Počátky desk zemských spadají do let 1260-1278, kdy vznikly při zemském soudu jako královská instituce, teprve po vymření Přemyslovců se desky dvorské přešly do režie stavů. Počáteční forma je nám neznámá, protože zůstalo zachováno jen několik kvaternů z let 1316, 1320 a 1324. Tyto kvaterny jsou rozděleny na několik částí:

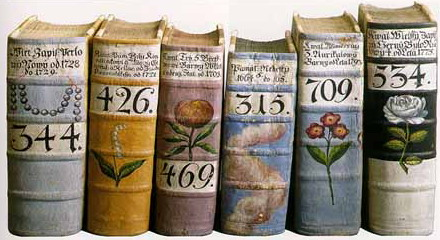
Desky zemské

1. D. Z. trhové (libri contractum) – zápisy o převodech nemovitého majetku svobodných šlechticů;
2. D. Z. půhonné (libri citationum) – žaloby a obsílky;
3. D. Z. zápisné (libri obligationum) – zápisy dluhů. Vedla se dvojí řada – větší (dluhy nad 100 kop grošů českých) a menší (dluhy pod tuto částku);
4. D. Z. památné (libri memoriarum) – rozsudky a usnesení zemského soudu;
5. další vedlejší knihy.

Desky byly v době předhusitské psány latinsky, od roku 1495 pak výhradně česky.
Původní desky jsou nedochovány, protože v roce 1541 desky shořely při požáru Malé Strany a Hradu. Aby se zabránilo právnímu chaosu a nejistotě, bylo rozhodnuto o obnově desk – zápisy se vyhotovovaly podle vydaných listin, které předložili jejich adresáti, podle svědectví svědků, či podle rozhodnutí soudu, pokud bylo některé právo sporné. Desky se nadále měly vést ve dvou vyhotoveních (jedno mělo být uchováváno v Praze, druhé na Karlštejně), pro velkou nákladnost se od toho však záhy upustilo.

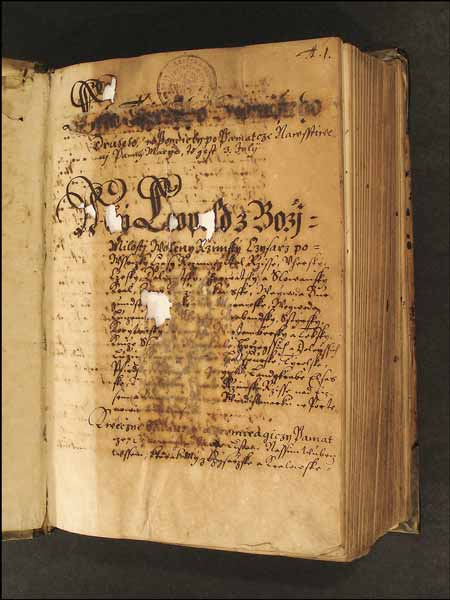
Desky zemské – ukázka listu

Obnovené zřízení zemské (1627) znamenalo změnu i pro desky zemské – zápisy již nebyly prováděny z pověření stavu, nýbrž z pověření krále. Desky byly taky rozděleny do dvou skupin na větší (desky trhové a větší zápisné) a menší (ostatní desky). Navíc čím dál více zápisů bylo psáno německy. Reforma Josefa II. (1785) pak přenesla soudní pravomoc z deskového úřadu na nový zemský soud, knihy byly přeměněny de facto v pozemkové knihy šlechty. Když byly proto zavedeny katastrální knihy, zemské desky ztratily svůj význam.
Desky zemské dalších zemí koruny české – krom desk zemských v Praze byly od roku 1348 vedeny i desky zemské moravské, a to hned nad dvou místech – v Brně a Olomouci. Od roku 1642 pak již jen v Brně. Jelikož je nepostila podobná pohroma jako české desky, jsou dochovány od počátku. Byly vedeny dvojí desky – půhonné a trhové. Později (v 15. století) byly založeny ještě desky zemské krnovské a jen o málo později desky zemské opavské.

#### Desky dvorské
Desky dvorské se týkaly na rozdíl od desk zemských osob v lenní závislosti. Jejich stavba byla podobná, avšak krom desk půhonných, trhových a zápisných obsahovaly ještě desky dvorské provolací (libri proclamationum), které souvisely s královským právem odúmrtí (v případě úmrtí poddaného, který neměl dědice, připadl majetek na krále). 1497 se však král tohoto práva vzdal a desky provolací tak ztratily smysl. Ostatní knihy byly pak vedeny do 1. poloviny 19. století.

### Církevní správa
V období 1310–1343 spravoval celé pražské biskupství biskup Jan IV. z Dražic (1301–1343), některými záležitostmi však pověřoval jiné osoby. To znamenalo počátek biskupských úředníků (biskupský oficiál a generální vikář). S tím souvisí i vznik biskupské kanceláře. Písemnosti z ní vycházející však byly prostší a jednodušší (bez velkých slavnostních formulí) než písemnosti panovnické kanceláře. Kanceláře vznikly nejen při pražském biskupství, ale také při biskupství olomouckém a biskupství litomyšlském.
Období pražského arcibiskupství (1344–1421) znamenalo velkou změnu. První arcibiskup Arnošt z Pardubic (1344–1364) zřídil úřad generálních vikářů. Od nové arcidiecéze se současně oddělilo nové litomyšlské biskupství, jehož organizace se řídila pražským vzorem. S touto reorganizací začaly vznikat i nové druhy knih:
- Erekční knihy – do nich byl sepisován církevní majetek, což znamenalo pojištění tohoto majetku;
- Konfirmační knihy – záznamy o obsazování uprázdněných církevních beneficií;
- Další písemnosti – knihy svěcenců (vysvěcených jáhnů a kněží), soudní akta aj.

Kláštery stály do jisté míry mimo diecézní (biskupskou) správu, protože byly podřízeny zejména svým řádovým představeným (jejich sídla byla většinou mimo české země). Mezi jednotlivými kláštery panovala poměrně čilá korespondence. V klášterech bylo soustředěno velké množství písařských sil. Z hlediska diplomatiky jsou pak důležité zejména řeholní stanovy, podle kterých se život v řádu řídil, různé listiny o volbě opata aj.
Husitská revoluce, znamenala pro litomyšlské biskupství po krátké existenci zánik a pro pražské arcibiskupství období sedisvakance (od 1421) – pražské arcibiskupství bylo celých 140 let neobsazeno a jejími administrátory byli nejdříve olomoučtí biskupové (1421–1434), poté administrátora volila pražská kapitula, nebo byli jmenováni papežskou stolicí. To pro církevní kanceláře samozřejmě znamenalo úpadek – tím spíše, že kališníci žádnou takovou jednotnou instituci nevytvořili. Zlepšení přišlo až ke konci 15. století. Na Moravě, kterou revoluce zasáhla v menší míře, byly bez větších změn zachovány původní struktury.

### Městská správa

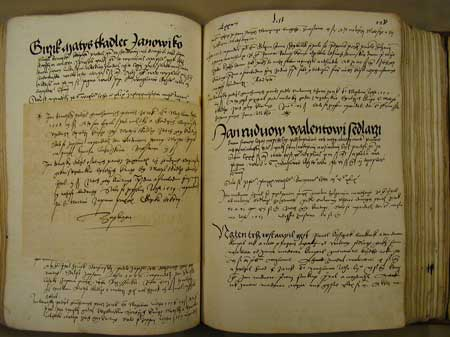
Mladoboleslavská trhová městská kniha

Městské právo v českých zemích vznikalo na těchto třech základech: Schwabenspiegel („Švábské zrcadlo“ – jihoněmecké právo), Sachsenspiegel („Saské zrcadlo“ – severoněmecké právo) a římské právo. Správa byla do jisté míry dvoukolejná – o samotnou správu se starala městská rada, zatímco o soudnictví (a výkon trestu) se staral královský rychtář, který byl zároveň prostředníkem mezi městskou radou a panovníkem.
V městských kancelářích pracovali zejména rektoři městských škol, popř. profesionální písaři, pro něž byla tato práce do jisté míry příležitostná, zabývali se tedy i psaním soukromých písemností (listy měšťanů aj.). Jen ve velkých městech byli písaři stálými zaměstnanci vedenými mistrem. Změna nastala na přelomu 14. a 15. století, kdy vznikla instituce městských notářů, kteří byli k této práci vzděláváni – znali skladbu listiny, formulářové příručky aj. V tomto období navíc začal splývat městský soud s radou. Výraznou odlišností od panovnické a církevní kanceláře je to, že v městské kanceláři byla listina až druhořadá a na prvním místě stály městské knihy.
Městské knihy vznikly původně jako pamětní knihy – zápis do nich byl dobrovolný a měšťané tak činili zejména proto, aby pojistili svá práva. Později knihy začaly nahrazovat vydávání listin. Městské knihy můžeme rozdělit takto:
- Knihy pamětní – knihy menších měst, zápisy všeho druhu;
- Knihy městské správy – knihy finanční (berní knihy, účetní knihy) a kancelářské (formuláře, kopiáře, registra, knihy privilegií)
- Knihy městského soudnictví – agenda civilní (sporná i nesporná) a trestní. Protože správa města byla dvoukolejná, byly vedeny dvě řady.
- Veřejnoprávní knihy – knihy sirotčí (ochranná práv sirotků), špitální knihy, knihy kostelních záduší.

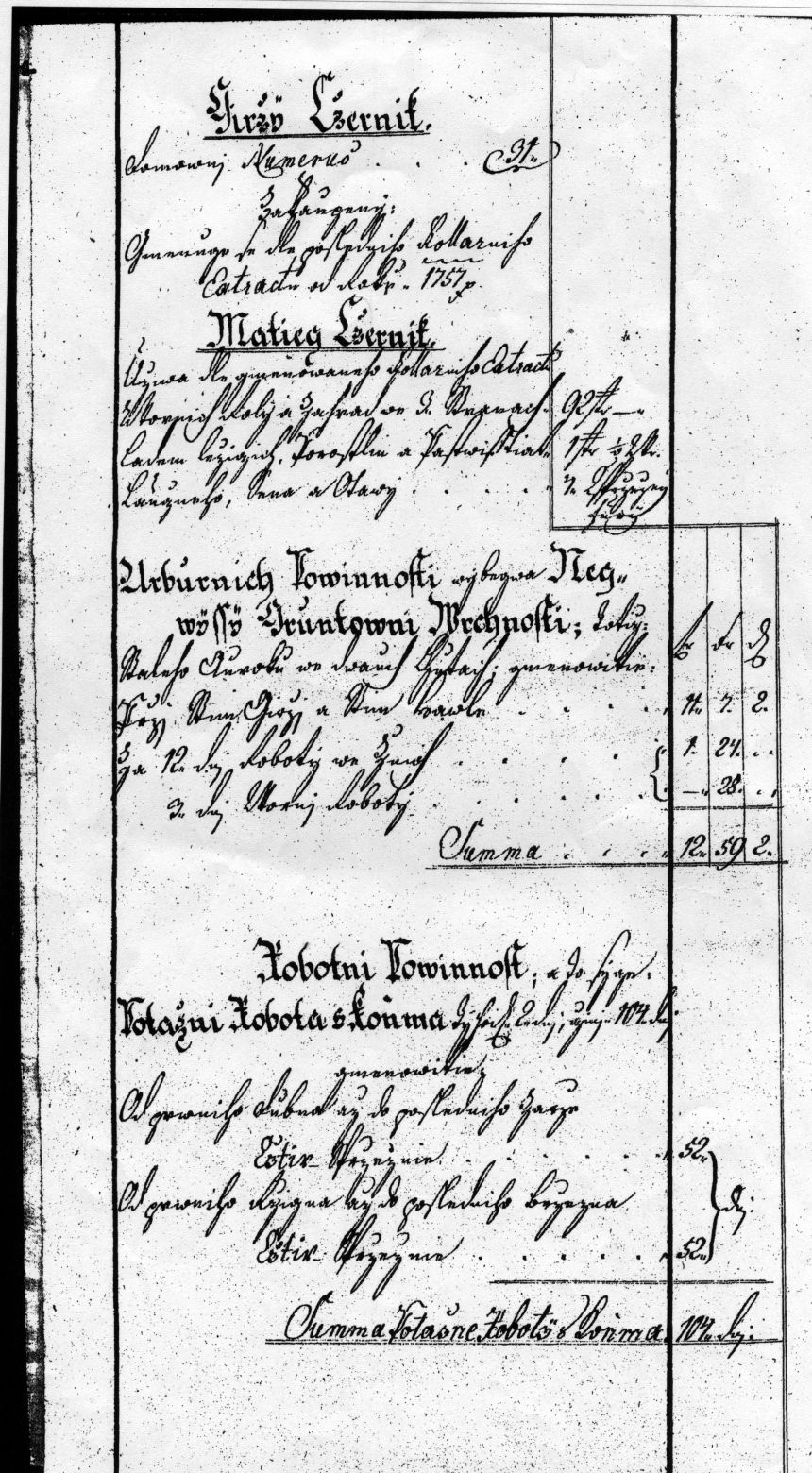
Ukázka listu urbáře

### Vrchnostenská správa
Vrchnostenská správa ve 13. století prošla procesem decentralizace – kompetence dosud náležející státu byly přenášeny na ekonomické jednotky (města, statky vrchnosti). Centrální panovnická správa se tak starala de facto jen o zahraniční politiku, regální práva a práva ohledně panovnického majetku.
Panské kanceláře začaly vznikat oproti ostatním kancelářím dosti pozdě. Nejdříve byli notáři šlechty duchovní osoby, pro které byla tato práce jen příležitostným zaměstnáním. V 15. století však vzrostla potřeba evidence poddanských povinností, začaly proto vznikat kanceláře, které měly zprvu spíše soukromý charakter (o soukromou korespondenci se starali sekretáři).
Písemnosti vycházející z panských kanceláří byly několikerého druhu:
1. Písemnosti úřední správy
  - Správní – lenní knihy (trhové, půhonné), pozemkové (gruntovní) knihy (právní poměry vesnických poddanských nemovitostí); vrchnost byla zároveň odvolací institucí a vykonavatelem trestu – z toho byly samozřejmě pořizovány zápisy.
  - Finanční – urbáře (dvojího druhu: urbář-soupis (předpisy dávek – peněžních, naturálních, robotních), urbář-účet (podrobnější), nutno pamatovat, že to jsou předpisy, ne údaje, jaká dávka byla skutečně odvedena), účetní rejstříky (reálné příjmy a výdaje);
2. Písemnosti jednotlivých statků – výběrčí rejstříky, purkrabské účty
3. Inventáře

### Veřejný notariát
Institut notáře se vyvinul v Itálii. Veřejný notář byl osobou, která měla právo sestavovat veřejně platné zápisy o právních pořízeních a jednáních před nimi proběhlých. V českých zemích se ve velké míře začali objevovat ve 14. století a jejich jmenování bylo svěřeno pražskému arcibiskupství. Husitství znamenalo počátek úpadku veřejného notariátu. Renesance se však dočkali v 19. století, kdy se notáři stali pomocným soudním orgánem, kterým jsou dodnes. Písemnosti veřejných notářů nesly notářská znamení sigla a vlastnoruční podpis, pečeť nebyla uplatňována. Notář vedl imbreviatury, do kterých zaznamenával podstatné údaje z jednotlivých právních aktů.